# Welshponny av cobtyp
Welshponny av cobtyp, även Welsh sektion C, är en hästras av ponnytyp som härstammar från Wales i Storbritannien. Welsh cob-typen har utvecklats tillsammans med den lite vanligare Welshponnyn. Den tillhör sektion C i den rasstambok där även welsh mountain (sektion A), Welshponny (sektion B) och Welsh cob (sektion D) ingår. Skillnaden mellan Welshponny och den av cobtyp är exteriören då cobtypen är mer kortbent och massiv än den vanliga Welshponnyn. Cobtypen är starkare än de mindre Welshponnyerna men utmärkt som rid- och körponny. 

## Historia
Welshponny av Cobtyp härstammar från de gamla bergsponnyerna i Wales som blandades med orientaliskt blod. Denna typ av Welsh utvecklades däremot annorlunda i jämförelse med kategori A och B då dessa ponnyer levde på hedarna snarare än uppe i bergen och därför fick de en betydande influens av hästar som fördes till Storbritannien under romarnas erövringar. Senare korsades även de berömda spanska hästarna in i dessa hästar och resultatet var en mycket stark vagnstyp som kallades "Powys häst". Powys häst utgjorde basen både till kategori C och till Welsh cob (Kategori D). 
En föregångare till Welshponnyn av cobtyp lär ha varit Welsh cart horse, en kraftig vagnshäst som dog ut under 1800-talet. Welshponny av cobtyp fanns innan den vanliga Welshponnyn och var med i utvecklingen av denna men trots detta har Welshponnyn blivit mer populär än cobtypen som är relativt ovanlig i Sverige. Både Welshponny av Cobtyp (kategori C) och Welsh cob (kategori D) är grövre och starkare och detta beror bland annat på inkorsningar av större, typiska körhästar som de utdöda Norfolktravarna och Yorkshire Coach Horse samt tidiga typer av Hackneyhästar.
Dessa större welshponnyer var oumbärliga i Wales landsbygd, och gjorde den största delen av arbetet på gårdarna innan de ersattes av traktorer och motordrivna fordon efter mekaniseringen. Coben drog också bönderna och deras fruar till marknaden och kyrkan och deltog efter det i travtävlingar. Walesarna satte sin cob främst av alla ägodelar och bevarade stamtavlorna i generationer. 
Under slutet av 1800-talet fanns två områden där man födde upp cobbar i större utsträckning. I Cardiganshire och i Pembrokeshire föddes en större cobhäst upp vilken i viss utsträckning också härstammade från klövjehästar som användes i Pembrokeshire. I Breconshire och i Radnorshire föddes en mindre cobhäst upp som hade mera ponnykaraktär. När "The Welsh Pony and Cob Society's" stambok utgavs år 1902 skilde man på dessa två typer till avdelning C för det som numera kallas för Welshponny av Cobtyp, och avdelning D för Welsh Cob.

## Utseende
Welshponny av cobtyp är en lite mer massiv ponny i jämförelse med de ädla Welshponnyerna och Welsh Mountainponnyerna och är en mer robust körponny, som även fungerar som ridponny. Cobtypens mankhöjd får inte överstiga 137 cm och denna typ är mer kortbent. Welsh sektion C kan ha alla färger utom skäck och tigrerad. Cob-typen har en rejält musklad och lätt välvd hals, ett djupt och brett bröst och en rundad bål. Benen är korta men välbyggda och starka. 
Cobtypen är väl lämpad för ridsport och har fria, fina rörelser och samma lugn, tålamod och härdighet som sina släktingar. Cobtypen har ett tilldragande huvud som för det mesta inte visar lika mycket av den orientaliska influensen, utan snarare liknar denna typ de gamla Norfolktravarna. Huvudet har oftare en rak nosprofil istället för inåtbuktande och ögonen är medelstora. De arabiska dragen syns i rasens utmärkta hållning och hur rasen för sig. Welshponnyer av cobtyp är väldigt modiga och uthålliga men är samtidigt mycket lätthanterliga. 